# بوب راندال (كاتب غير روائي)
بوب راندال (بالإنجليزية: Bob Randall)‏ هو كاتب غير روائي أسترالي، ولد في 1934، وتوفي في 13 مايو 2015 في Mutitjulu ‏ في أستراليا.

## وصلات خارجية
- بوب راندال على موقع IMDb (الإنجليزية)
- بوب راندال على موقع قاعدة بيانات الفيلم (الإنجليزية)